# 필스강

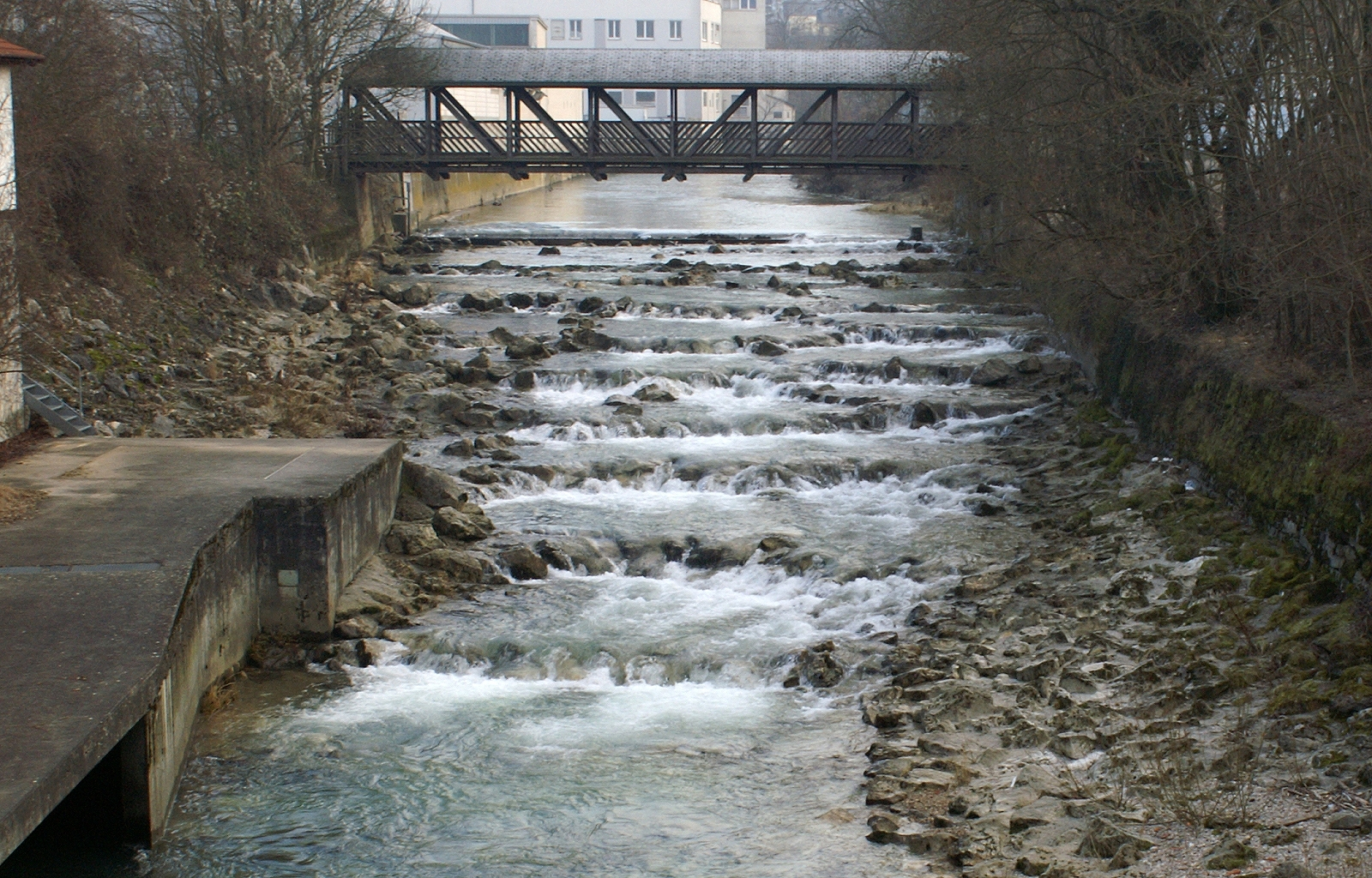
필스강

필스강(독일어: Fils)은 독일 바덴뷔르템베르크주를 흐르는 강으로 네카어강의 지류이다. 전체 길이 63 km, 고저차 377 m를 흘러 내린다. 평균 경사는 6 m/km으로, 독일에서 가장 가파른 강이다.